# Человек с острова Мэн
«Человек с острова Мэн» (англ. The Manxman) — последний немой фильм режиссёра Альфреда Хичкока, снятый в 1929 году по одноимённому роману британского писателя Холла Кэйна (1884).

## Сюжет
Остров Мэн. Рыбак Пит Квиллиам и адвокат Филип Кристиан влюблены в Кейт Креджин. Её отец Цезарь Креджин отказывает Питу в руке дочери, так как тот не сможет содержать жену. Квиллиам уезжает, пообещав возлюбленной вернуться, когда разбогатеет.
Прошло некоторое время. По острову разносится слух, что Пит умер, и Кейт, соглашается выйти замуж за Филипа. Внезапно возвращается Квиллиам, и девушка, верная данному слову, становится его женой, неся под сердцем ребёнка Филипа…

## В ролях
- Карл Бриссон — Пит Квиллиам
- Малкольм Кин — Филип Кристиан
- Анни Ондра — Кейт Креджин
- Рэндл Эйртон — Цезарь Креджин
- Клэр Грит — мать
- Ким Пикок — Росс Кристиан (нет в титрах)
- Нелли Ричардс — тюремная надзирательница (нет в титрах)
- Уилфред Шайн — доктор (нет в титрах)
- Гарри Терри — мужчина (нет в титрах)

## Съёмочная группа
- Режиссёр: Альфред Хичкок
- Сценаристы: Холл Кэйн (сюжет), Элиот Стэннард
- Продюсер: Джон Максвелл
- Оператор: Джек Э. Кокс, Майкл Пауэлл (нет в титрах), Альфред Рум (нет в титрах)
- Художник: С. Уилфрид Арнольд
- Монтаж: Эмиль де Рюлль